# Madelein Svensson
Britta Madelein Svensson-Strömqvist, švedska atletinja, * 20. julij 1969, Sollefteå, Švedska.
Nastopila je na poletnih olimpijskih igrah leta 1992, kjer je dosegla šesto mesto v hitri hoji na 10 km. Na svetovnih prvenstvih je v isti disciplini osvojila srebrno medaljo leta 1991.